# Daniele Altobelli
Daniele Altobelli (Terracina, 18 marzo 1993) è un calciatore italiano, centrocampista del Gaeta.

## Caratteristiche tecniche
Gioca in più posizioni a centrocampo, in particolare come mezzala; è inoltre dotato di un buon fisico grazie al quale riesce a farsi valere anche nel gioco aereo ed è dotato di buona tecnica, caratteristica che gli consente di essere un buon costruttore di gioco.

## Carriera
Muove i primi passi nel settore giovanile del Frosinone, squadra con la quale nella stagione 2009-2010 esordisce in Primavera a 16 anni e nel 2011 vince il Campionato Berretti agli ordini di Roberto Stellone. L'anno seguente viene aggregato alla prima squadra, esordendo tra i professionisti: colleziona tre presenze nel campionato di Lega Pro Prima Divisione ed una in Coppa Italia. Confermato in rosa per la stagione 2013-2014, gioca con maggiore frequenza e contribuisce alla seconda, storica promozione in Serie B del club, segnando 3 reti in 25 presenze in campionato, oltre a scendere in campo in Coppa Italia in due occasioni. 
Nella stagione 2014-2015 gioca 8 partite con il Frosinone, prima di passare in prestito all'Ascoli in Lega Pro. Con i marchigiani conclude la stagione, giocando 6 partite nel campionato di terza serie ed una nei play-off. Rinnovato il prestito al termine dell'annata e considerando il ripescaggio della squadra in Serie B, totalizza in maglia bianconera 26 presenze ed un gol, prima sua realizzazione in cadetteria, messo a segno il 16 aprile 2016 nella sconfitta esterna contro il Trapani.
Il 26 luglio 2016 si trasferisce a titolo definitivo dalla Pro Vercelli, società militante in Serie B, con la quale firma un contratto biennale. Dopo due stagioni e 53 presenze in Piemonte, il 9 luglio 2018 passa alla Salernitana, firmando un contratto triennale.
Il 23 luglio 2018 viene, tuttavia, ceduto in prestito alla Ternana, collezionando 29 presenze complessive con la casacca rossoverde.
Dopo brevi esperienze con il Catanzaro e l'Arezzo, nell'estatate del 2021 si trasferisce alla Juve Stabia: gioca due stagioni con le vespe per un totale di 67 presenze e tre reti. 
Svincolato dal club campano dopo la naturale scadenza del contratto, nel luglio del 2023 si accasa al Monterosi Tuscia.
Il 22 gennaio 2024, dopo appena sei mesi, si trasferisce in prestito al Crotone fino al termine della stagione.
Terminato il prestito al Crotone il giocatore si svincola dal Monterosi Tuscia, per poi firmare, il 23 agosto 2024, con la  Sarnese
Nel gennaio del 2025 è passato al Terracina, altro club di Serie D.

## Statistiche

### Presenze e reti nei club
Statistiche aggiornate al 7 maggio 2024.
| Stagione            | Squadra             | Campionato          | Campionato | Campionato | Coppe nazionali | Coppe nazionali | Coppe nazionali | Coppe continentali | Coppe continentali | Coppe continentali | Altre coppe | Altre coppe | Altre coppe | Totale | Totale |
| Stagione            | Squadra             | Comp                | Pres       | Reti       | Comp            | Pres            | Reti            | Comp               | Pres               | Reti               | Comp        | Pres        | Reti        | Pres   | Reti   |
| ------------------- | ------------------- | ------------------- | ---------- | ---------- | --------------- | --------------- | --------------- | ------------------ | ------------------ | ------------------ | ----------- | ----------- | ----------- | ------ | ------ |
| 2012-2013           | Frosinone           | 1D                  | 3          | 0          | CI+CI-LP        | 1+1             | 0               | -                  | -                  | -                  | -           | -           | -           | 5      | 0      |
| 2013-2014           | Frosinone           | 1D                  | 25         | 3          | CI+CI-LP        | 2+3             | 0               | -                  | -                  | -                  | -           | -           | -           | 30     | 3      |
| 2014-gen. 2015      | Frosinone           | B                   | 8          | 0          | CI              | 0               | 0               | -                  | -                  | -                  | -           | -           | -           | 8      | 0      |
| Totale Frosinone    | Totale Frosinone    | Totale Frosinone    | 36         | 3          |                 | 7               | 0               |                    | -                  | -                  |             | -           | -           | 43     | 3      |
| gen.-giu. 2015      | Ascoli              | LP                  | 6+1        | 0          | CI-LP           | 0               | 0               | -                  | -                  | -                  | -           | -           | -           | 7      | 0      |
| 2015-2016           | Ascoli              | B                   | 26         | 1          | CI              | 0               | 0               | -                  | -                  | -                  | -           | -           | -           | 26     | 1      |
| Totale Ascoli       | Totale Ascoli       | Totale Ascoli       | 32+1       | 1          |                 | 0               | 0               |                    | -                  | -                  | -           | -           | -           | 33     | 1      |
| 2016-2017           | Pro Vercelli        | B                   | 27         | 0          | CI              | 0               | 0               | -                  | -                  | -                  | -           | -           | -           | 27     | 0      |
| 2017-2018           | Pro Vercelli        | B                   | 25         | 1          | CI              | 1               | 0               | -                  | -                  | -                  | -           | -           | -           | 26     | 1      |
| Totale Pro Vercelli | Totale Pro Vercelli | Totale Pro Vercelli | 52         | 1          |                 | 1               | 0               |                    | -                  | -                  | -           | -           | -           | 53     | 1      |
| 2018-2019           | Ternana             | C                   | 25         | 0          | CI+CI-C         | 3+1             | 0               | -                  | -                  | -                  | -           | -           | -           | 29     | 0      |
| 2019-2020           | Feralpisalò         | C                   | 21+2       | 1          | CI+CI-C         | 0+5             | 0               | -                  | -                  | -                  | -           | -           | -           | 28     | 1      |
| 2020-gen. 2021      | Catanzaro           | C                   | 11         | 0          | CI              | 1               | 0               | -                  | -                  | -                  | -           | -           | -           | 12     | 0      |
| gen.-giu. 2021      | Arezzo              | C                   | 17         | 2          | CI              | -               | -               | -                  | -                  | -                  | -           | -           | -           | 17     | 2      |
| 2021-2022           | Juve Stabia         | C                   | 29         | 1          | CI              | 0               | 0               | -                  | -                  | -                  | -           | -           | -           | 29     | 1      |
| 2022-2023           | Juve Stabia         | C                   | 35+1       | 2          | CI              | 2               | 0               | -                  | -                  | -                  | -           | -           | -           | 38     | 2      |
| Totale Juve Stabia  | Totale Juve Stabia  | Totale Juve Stabia  | 64+1       | 3          |                 | 2               | 0               |                    | -                  | -                  |             | -           | -           | 67     | 3      |
| 2023-gen. 2024      | Monterosi Tuscia    | C                   | 13         | 0          | CI-C            | 0               | 0               | -                  | -                  | -                  | -           | -           | -           | 13     | 0      |
| gen.-giu.2024       | Crotone             | C                   | 1          | 0          | CI-C            | -               | -               | -                  | -                  | -                  | -           | -           | -           | 1      | 0      |
| 2024-2025           | Sarnese             | D                   | 0          | 0          | CI-D            | 0               | 0               | -                  | -                  | -                  | -           | -           | -           | 0      | 0      |
| Totale carriera     | Totale carriera     | Totale carriera     | 272+4      | 11         |                 | 20              | 0               |                    | -                  | -                  |             | -           | -           | 296    | 11     |

## Palmarès

### Club

#### Competizioni giovanili
- Campionato Berretti: 1

Frosinone: 2011-2012